# Irena W. Kosmowska

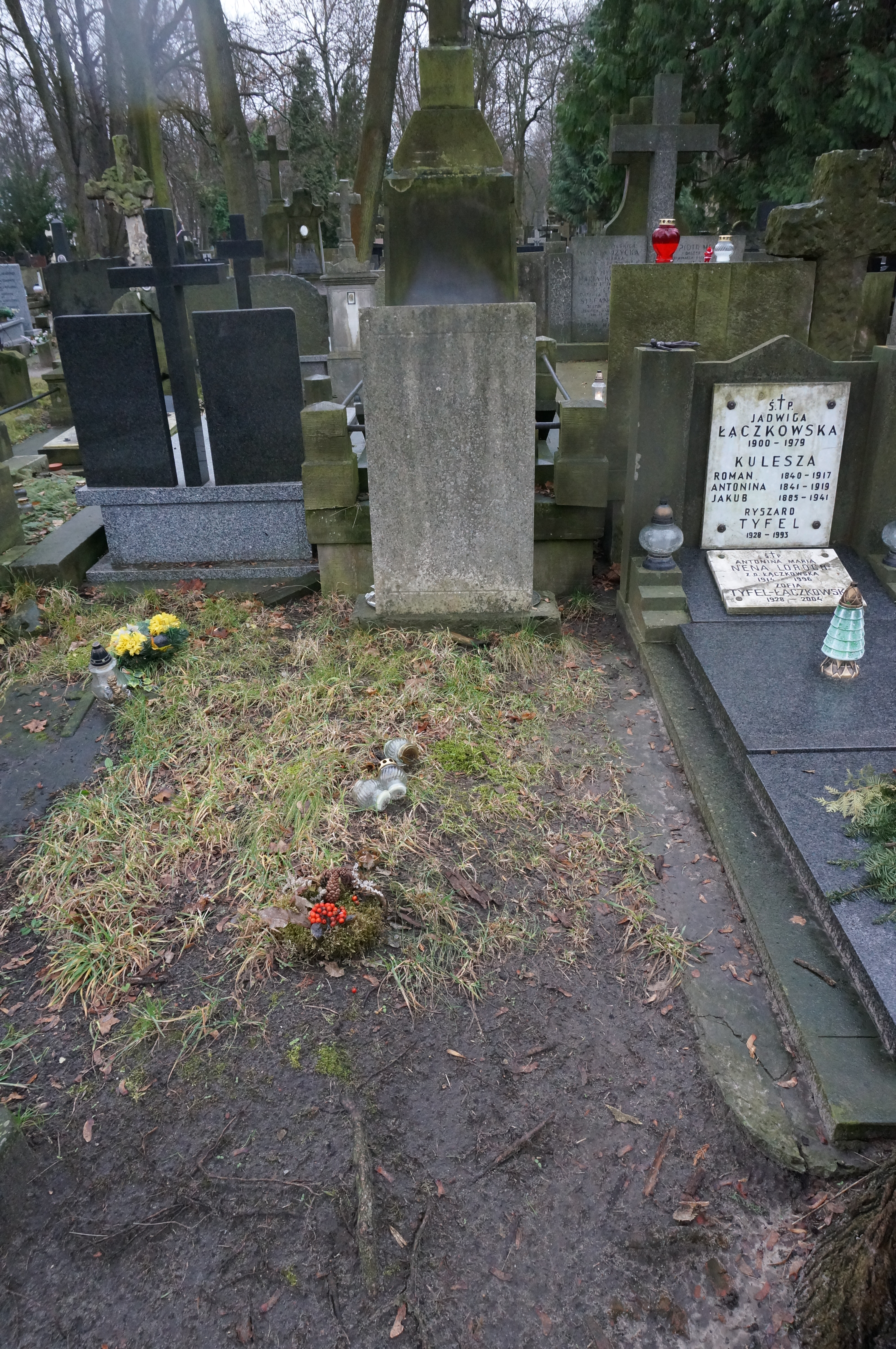
Grób Ireny Kosmowskiej na cmentarzu Powązkowskim

Irena W. Kosmowska  (ur. 17 października 1856 w Rembieszycach, zm. 29 grudnia 1931 w Warszawie) – polska literatka, publicystka, działaczka społeczna i oświatowa.
Córka Bronisławy z Radziejowskich i Romualda Kozłowskiego, właściciela wsi Rembieszyce, Lipnica i Wola Tesserowa; siostra Stefana Kozłowskiego działacza społecznego i rolniczego; ciotka Leona Kozłowskiego profesora archeologii UJK, premiera rządu RP w latach 1934–1935, Tomasza Kozłowskiego legionisty, posła na Sejm RP w latach 1931–1939, Anieli Kozłowskiej profesor botaniki i Zofii Kozłowskiej-Budkowej profesor historii UJ.

## Życiorys
Wychowywała się w rodzinie znanej z patriotycznej tradycji – jej pradziadek Teodor Radziejowski, pułkownik wojsk polskich, walczył w kampaniach 1792, 1794, 1806–1807, 1809 i 1812 r. Podczas Powstania styczniowego dwór w Rembieszycach położony niedaleko Wiernej Rzeki udzielał pomocy i schronienia oddziałom powstańczym.
Kształciła się w Krakowie i Warszawie pod kierunkiem E. Masłowskiej, wychowanki Narcyzy Żmichowskiej. W 1878 wyszła za mąż za Wiktoryna Kosmowskiego, lekarza, pediatrę, działacza społecznego i zamieszkała w Warszawie. Dom Ireny i Wiktoryna Kosmowskich był jednym z popularnych salonów inteligencji warszawskiej w latach osiemdziesiątych i dziewięćdziesiątych XIX wieku gromadzącym ludzi różnych światopoglądów i orientacji politycznych. Bywali w nim m.in. Bolesław Prus, Eliza Orzeszkowa, Aleksander Świętochowski, Piotr Chmielowski, Ludwik Krzywicki.
Angażowała się w działalność filantropijną, społeczną i oświatową. Należała do tajnego Kobiecego Koła Oświaty Ludowej, następnie Sekcji Kobiecej przy Muzeum Przemysłu i Rolnictwa w Warszawie, a po r. 1900 do Zjednoczonego Koła Ziemianek szerzącego oświatę na wsi. W 1916 r. była współorganizatorką Towarzystwa Szerzenia Oświaty Drukowanym Słowem „Czytaj”. Brała udział w pracach Towarzystwa jako propagatorka czytelnictwa, współorganizatorka kolportażu i autorka wydawanych przez Towarzystwo broszur.
Pod koniec XIX w. zaczęła publikować artykuły w pismach kobiecych i literackich – Bluszcz, Słowo, Tygodnik Ilustrowany, Tygodnik Mód i Powieści podpisując swoje artykuły „Doktorowa Kosmowska”. Na początku XX wieku jej artykuły drukowały także Kurier Warszawski, Świat Kobiecy, Łan Polski, Ziemianka. Po wstąpieniu do Polskiego Towarzystwa Krajoznawczego artykuły o folklorze i przemyśle ludowym ogłaszała w piśmie PTK Ziemia. Pod wpływem córki Ireny związanej od 1907 r. z ruchem ludowym zaczęła także pisać do pism ludowych. W okresie międzywojennym współpracowała z pismami młodzieży wiejskiej Siew, i Wici, pisywała do pism takich jak Kobieta Współczesna, Świat, Kurier Polski, Epoka, Wiedza i życie.
Uczestniczyła w przygotowaniu pracy zbiorowej o Gabrielu Narutowiczu.
Bardzo płodna jako literatka i publicystka (tylko w latach 1907–1909 opublikowała 120 artykułów) napisała i wydała także kilkadziesiąt broszur i książek o różnorodnej tematyce – historycznej, społecznej, oświatowej, krajoznawczej, geograficznej. Książki i prace jej autorstwa sygnowane były zazwyczaj „I. W[iktorynowa]. Kosmowska” (w odróżnieniu od publikacji córki podpisywanych „Irena Kosmowska”).
Zmarła 29 grudnia 1931 r., została pochowana 2 stycznia 1932 na cmentarzu Powązkowskim (kwatera 57-6-11). W jej pogrzebie brali udział m.in. Maciej Rataj, Stanisław Thugutt, Leon Wasilewski, Stanisław Cywiński, Witold Giełżyński, Tomasz Nocznicki.

## Prace
- Do naszej młodzieży, Warszawa 1916.
- Przez oświatę do wolności, Warszawa 1916.
- Paweł Brzostowski, Warszawa 1916.
- Polska pieśń wolności w epoce porozbiorowej, Warszawa 1917.
- Towarzystwo Szkoły Ludowej w Galicji, Warszawa 1917.
- Narcyza Żmichowska i entuzyastki, Warszawa 1917.
- Domy ludowe u obcych i u nas, Warszawa 1918.
- Karol Libelt jako działacz polityczny i społeczny ur. 1807 um. 1875, Poznań 1918.
- Nasza stuletnia walka o niepodległość w portretach i życiorysach, Warszawa 1918.
- Tadeusz Czacki jako jeden z twórców szkolnictwa polskiego 1765-1813, Warszawa 1918.
- Związki młodzieży, Warszawa 1918.
- Biblioteka i Czytelnia. Podręcznik dla działaczów gminnych, 1919.
- Program społeczno-polityczny Adama Mickiewicza dla narodu polskiego, Warszawa 1919.
- Lud z nad Wisły ludowi z nad Odry, Warszawa 1920.
- Domy społeczne, Warszawa 1921.
- Południowa Słowiańszczyzna (Jugosławia), Warszawa 1922.
- Pomorze polskie i Gdańsk, Warszawa 1924.
- Zabytki Krakowa i nasi wielcy malarze, Warszawa 1924.
- Związki młodzieży polskiej od 1816 roku do naszych czasów, Warszawa 1924.
- Rumunia. Kraj i naród, Warszawa 1928.
- Estonia. Kraj i ludzie, Warszawa 1930.
- Pomorze. Zarys historyczny, geograficzny, gospodarczy i społeczny, Warszawa 1930.